# Coppa Italia 2018-2019 (pallamano maschile)
La Coppa Italia di pallamano 2018-2019 è la 34ª edizione della coppa nazionale di pallamano maschile. La manifestazione si è svolta a Trieste, l'impianto di gioco è stato il PalaChiarbola.
A vincere la manifestazione è stato il Bolzano, per la quarta volta nella sua storia.

## Formula
Il torneo si disputa con la formula delle Final Eight. Le otto squadre ammesse sono le prime otto classificate al termine del girone d'andata della Serie A 2018-19. Qualora la società ospitante non rientrasse fra le prime otto classificate, saranno qualificate alla competizione solo le prime sette.
La vincitrice della manifestazione si aggiudica un posto in EHF Challenge Cup per la stagione successiva. Nel caso la vincitrice si sia già qualificata per qualsiasi coppa europea durante il campionato, la qualificazione viene assegnata alla finalista.

## Squadre partecipanti
- 1º classificata:  Bozen
- 2º classificata:  Cassano Magnago
- 3º classificata:  Pressano
- 4º classificata:  Conversano
- 5º classificata:  Junior Fasano
- 6º classificata:  Fondi
- 7º classificata e squadra ospitante:  Trieste
- 8º classificata:  Brixen

## Tabellone

### Risultati
|  | Quarti di finale        | Quarti di finale       |                        |                 | Semifinali                | Semifinali                |  |  | Finale                 | Finale |
|  |                         |                        |                        |                 |                           |                           |  |  |                        |        |
|  | 1º marzo 2019, h. 18:00 |                        |                        |                 |                           |                           |  |  |                        |        |
|  |                         |                        |                        |                 |                           |                           |  |  |                        |        |
|  | Bozen                   | 27                     |                        |                 |                           |                           |  |  |                        |        |
|  | Bozen                   | 27                     | 2 marzo 2019, h. 17:00 |                 |                           |                           |  |  |                        |        |
|  | Brixen                  | 19                     |                        |                 |                           |                           |  |  |                        |        |
|  | Brixen                  | 19                     | Bozen                  | 34              |                           |                           |  |  |                        |        |
|  | 1º marzo 2019, h. 14:00 |                        | Bozen                  | 34              |                           |                           |  |  |                        |        |
|  |                         | Conversano             | 29                     |                 |                           |                           |  |  |                        |        |
|  | Conversano              | Conversano             | 29                     | 24              |                           |                           |  |  |                        |        |
|  | Conversano              |                        | 3 marzo 2019, h. 17:15 | 24              |                           |                           |  |  |                        |        |
|  | Junior Fasano           | 21                     |                        |                 |                           |                           |  |  |                        |        |
|  | Junior Fasano           | 21                     | Bozen                  | 28              |                           |                           |  |  |                        |        |
|  | 1º marzo 2019, h. 20:00 |                        | Bozen                  | 28              |                           |                           |  |  |                        |        |
|  |                         | Pressano               | 21                     |                 |                           |                           |  |  |                        |        |
|  | Cassano Magnago         | Pressano               | 21                     | 20              |                           |                           |  |  |                        |        |
|  | Cassano Magnago         | 2 marzo 2019, h. 19:00 |                        | 20              |                           |                           |  |  |                        |        |
|  | Trieste                 | 15                     |                        |                 |                           |                           |  |  |                        |        |
|  | Trieste                 | 15                     | Cassano Magnago        | 23              | Finale per il terzo posto | Finale per il terzo posto |  |  |                        |        |
|  | 1º marzo 2019, h. 16:00 |                        | Cassano Magnago        | 23              | Finale per il terzo posto | Finale per il terzo posto |  |  |                        |        |
|  |                         | Pressano               | 26                     |                 |                           |                           |  |  |                        |        |
|  | Pressano                | Pressano               | 26                     | 30              | Conversano                | 25                        |  |  |                        |        |
|  | Pressano                |                        |                        | 30              | Conversano                | 25                        |  |  |                        |        |
|  | Fondi                   | 22                     |                        | Cassano Magnago | 24                        |                           |  |  |                        |        |
|  | Fondi                   | 22                     |                        |                 | 24                        |                           |  |  |                        |        |
|  |                         |                        |                        |                 |                           |                           |  |  | 3 marzo 2019, h. 14:30 |        |
|  |                         |                        |                        |                 |                           |                           |  |  |                        |        |

#### Quarti di finale
| Arbitro: | Rosca-Merisi |

|                              |           |            |
| Iballi, Maione, Stabellini 4 | Marcatori | Knežević 8 |

| Arbitro: | Pietraforte-Romana |

|           |           |              |
| Dallago 8 | Marcatori | Alves Leal 6 |

| Arbitro: | Cosenza-Schiavone |

|            |           |                 |
| Turković 7 | Marcatori | Bašić, Crespo 5 |

| Arbitro: | Bocchieri-Scavone |

|           |           |              |
| Moretti 6 | Marcatori | Radojkovič 4 |

#### Semifinali
| Arbitro: | Cardone-Cardone |

|                     |           |              |
| Gaeta, Halilković 8 | Marcatori | Stabellini 6 |

| Arbitro: | Cosenza-Schiavone |

|           |           |             |
| Moretti 8 | Marcatori | Bolognani 8 |

#### Finale 3º posto
| Arbitro: | Carrino-Pellegrino |

|           |           |         |
| Saitta 11 | Marcatori | Laera 7 |

#### Finale
| Arbitro: | Rosca-Merisi |

| |           | |
| Gaeta 5 Turković 5 Sonnerer 5 Arcieri 4 Halilković 4 Brzić 1 Mathà 1 Pircher 1 Šporčić 1 Udovičić 1 | Marcatori | Di Maggio 4 D'Antino 3 Dallago 3 Dedović 3 Bolognani 2 Giongo 2 Alessandrini 1 Silva 1 Folgheraiter 1 M. Moser 1 |

## Campioni
| Vincitore Coppa Italia 2018-2019 |
| -------------------------------- |
| SSV Bozen Loacker 4º titolo      |

## Premi individuali
Miglior giocatore:  Dean Turković (SSV Bozen Loacker)
Miglior portiere:  Pedro Henrique Hermones Silva (Conversano)
Miglior ala sinistra:  Stefano Arcieri (SSV Bozen Loacker)
Miglior terzino sinistro:  Alessio Moretti (Cassano Magnago)
Miglior centrale:  André Alves Leal (HC Fondi)
Miglior terzino destro:  Luiz Felipe Gaeta (SSV Bozen Loacker)
Miglior ala destra:  Thomas Bortoli (Cassano Magnago)
Miglior pivot:  Pasquale Maione (Conversano)